# 아킬레 콤파뇨니
아킬레 콤파뇨니(Achille Compagnoni, 1914년 9월 26일 ~ 2009년 5월 13일)는 이탈리아의 산악인이자 스키 선수였다. 그는 1954년 7월 31일 리노 라체델리와 함께 K2 정상에 처음으로 도달한 팀에 속했다.

## 전기

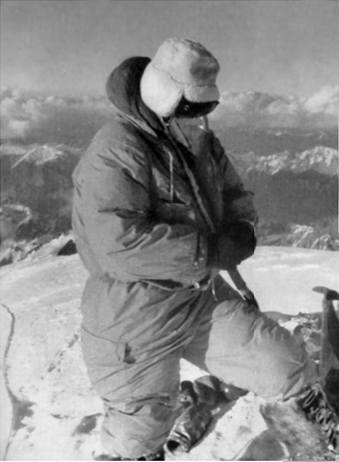
1954년 7월 31일 K2 정상의 콤파뇨니

콤파뇨니는 산타 카테리나 디 발푸르바, 손드리오, 롬바르디아에서 태어났다.
성공적인 K2 원정대에서 콤파뇨니가 마지막 캠프(IX)를 이전에 합의된 위치보다 더 높은 곳에 설치하기로 결정한 것은 논란의 원인이었다. 콤파뇨니는 발터 보나티가 정상 등반을 위한 산소 공급량의 일부를 사용해 정상 등반일에 산소가 고갈되게 했다고 주장했다. 발터 보나티는 이를 부인했고, 1964년 이탈리아 법원에서 무죄를 선고받았다.
보나티와 훈자족 등반가 아미르 메디는 콤파뇨니와 라체델리가 정상 등반을 시도할 수 있도록 산소를 전달하기 위해 올라갔다. 그 고도에서 산소통의 무게를 짊어지고 올라가는 것은 엄청난 등반이었고 두 사람은 모두 지쳐있었다. 보나티와 메디는 팀이 캠프 IX를 설치하기로 합의했던 "어깨" 지점의 7,900 미터 (26,000 ft)에 어둠이 깔릴 무렵 도착했다. 놀랍게도 캠프는 그곳에 없었다. 놀란 보나티와 메디는 콤파뇨니와 라체델리를 불렀고, 그들은 결국 산 위쪽 더 먼 곳에서 대답하며 보나티에게 병을 두고 산을 내려가라고 지시했다. 보나티는 어두운 곳에서 600피트 떨어진 어려운 횡단로 너머에서 캠프의 헤드램프가 빛나는 것을 볼 수 있었다. 보나티는 콤파뇨니와 라체델리에게 캠프에 합류해달라고 간청했다. 헤드램프는 갑자기 꺼졌고, 보나티와 메디의 계속된 간청에도 불구하고 콤파뇨니와 라체델리는 침묵을 지키며 보나티와 메디를 7,900 미터 (26,000 ft)에서 노천 비박을 하게 만들었다.
보나티는 메디가 밤에 안전하게 하강할 수 있는 상태가 아니라고 판단했다. 그는 눈보라와 추위 속에서 밤새 메디와 함께 "어깨"에 머물렀다. 이로 인해 메디는 발가락을 잃었다. 콤파뇨니는 텐트를 옮긴 이유가 돌출된 세락을 피하기 위함이라고 설명했다. 그러나 그의 실제 동기는 발터 보나티가 캠프에 도달하는 것을 막아 정상 팀에 합류하지 못하게 하려는 것이었다. 보나티는 모든 등반가 중 가장 좋은 신체 상태였으며 정상 등반을 시도하기에 가장 논리적인 선택이었다. 만약 그가 정상 팀에 합류했다면, 아마도 추가 산소 없이 등반했을 것이다. 만약 그가 성공했다면 콤파뇨니의 어떤 정상 등반도 빛을 잃었을 것이다. 콤파뇨니는 보나티가 텐트에 도달하는 것을 막으려 했다.
다음 날 저녁 18시 10분, 콤파뇨니와 리노 라체델리는 보나티와 메디가 가져다준 추가 산소를 사용하여 K2 정상에 도달했다. 원정대장 아르디토 데시오는 최종 보고서에서 강제 비박에 대해 스쳐 지나가듯이 언급했을 뿐이다. 메디의 동상은 원정대에게 당혹스러운 일이었다. 이탈리아 정부는 메디에게 K2 초등에 대한 그의 공헌과 희생에 대한 소액의 연금을 지급했다. 이는 메디의 아들이 이의를 제기하고 있다.
2004년, 리노 라체델리는 자신의 책 "K2. 일 프레초 델라 콘퀴스타(K2. The Price of Conquest)"에서 보나티의 사건 버전을 확인했다(보나티에 대한 내셔널 지오그래픽 매거진 기사의 인터뷰도 참조). 2006년에는 영어 번역본 "K2: The Price of Conquest"가 출간되었다. 2008년, 이탈리아 산악회(Club Alpino Italiano)는 보나티의 이 사건 버전을 공식적으로 인정했다. 발터 보나티는 콤파뇨니와 결코 화해하지 않았다.
아킬레 콤파뇨니는 2009년 5월 13일 아오스타에서 94세의 나이로 사망했다.

## 스키
이탈리아군 알피니 부대에서 복무하는 동안, 그는 주세페 람베르티 중위와 에토레 슈란츠 상사와 함께 전설적인 트로페오 메찰라마의 네 번째 대회에 참가하여 그들의 팀이 2위를 차지했다.
그 외의 주목할 만한 결과는 다음과 같다.
- 1939년: 이탈리아 남자 크로스컨트리 스키 선수권 대회 50km 2위
- 1940년: 이탈리아 남자 크로스컨트리 스키 선수권 대회 36km 1위
- 1941년: 이탈리아 남자 크로스컨트리 스키 선수권 대회 50km 3위
- 1942년: 이탈리아 남자 크로스컨트리 스키 선수권 대회 18km 3위

## 이탈리아 공로 훈장
1등급 / 대십자 기사: Cavaliere di Gran Croce Ordine al Merito della Repubblica Italiana (8,362)

## 서지
- Uomini sul K2, Achille Compagnoni, 1958, Veronelli Editore, Milano IT.
- Il Tricolore sul K2, Achille Compagnoni, 1958, Veronelli Editore, Milano IT.
- 내 삶의 산들, 발터 보나티.
- K2. Storia di un caso, 발터 보나티.
- K2. La verità. 1954–2004, 발터 보나티, 2005, Baldini Castoldi Dalai editore.  ISBN 88-8490-845-0.
- K2. Il prezzo della conquista, 리노 라체델리 and 지오반니 체나키, 2004, Mondadori, IT. ISBN 978-88-04-53556-0
- K2: The Price of Conquest, 리노 라체델리 and 지오반니 체나키, 2006, Carreg Ltd. UK. ISBN 0-9538631-3-1.
- K2. Lies and Treachery, 로버트 마샬, 2009, Carreg Ltd. UK. ISBN 978-0-9538631-7-4.